# Президенти Всесвітньої асоціації есперанто
Президент Всесвітньої асоціації есперанто (есп. Universala Esperanto-Asocio, UEA) — це керівник асоціації, який керує роботою Правління асоціації (есп. Estraro). Після створення UEA в 1908 році першим її президентом став британський есперантист Гарольд Болінгброк Муді.
До 1920 року до обов'язків президента UEA входило керівництво Центральним комітетом (Komitato) асоціації, оскільки до 1920 року не було поділу функцій між Estraro і Komitato. Після розколу есперанто-руху в 1936 році була створена альтернативна UEA організація — Міжнародна ліга есперанто зі штаб-квартирою у Великій Британії. Таким чином, до 1947 року паралельно існували «Женевська UEA» зі своїм президентом, і «Міжнародна есперанто-ліга» — зі своїм. Єдиною людиною, якій довелося очолювати обидві ці організації, був Луї Бастьєн.
Після об'єднання цих двох організацій в 1947 році була створена нова UEA, статут якої, як і раніше, передбачав посаду президента. У 1955 році Іво Лапенна запропонував звести обов'язки президента асоціації в основному до представницьких функцій, тоді як генеральний директор асоціації повинен виконувати повсякденні обов'язки, але ця система діяла тільки в той час, коли Лапенна сам був генеральним секретарем (1955—1964).
Нижче наведено список президентів UEA за всю історію її існування.

## Швейцарський період
- 1908—1916: Гарольд Болінгброк Муді (Велика Британія)
- 1916—1919: (вакантна посада)
- 1919—1920: Гектор Годлер (Швейцарія)
- 1920—1924: Едуард Штеттлер (Швейцарія)
- 1924—1928: Эдмон Пріва (Швейцарія)
- 1928—1934: Едуард Штеттлер (Швейцарія)
- 1934—1936: Луї Бастьєн (Франція)
- 1936—1941: Карл Макс Лінігер (Швейцарія)
- 1941—1947: Ганс Герман Кюрнштаєр (Швейцарія).

## Британський період
- 1936—1947: (Міжнародна ліга есперанто) Луї Бастьєн (Франція)
- 1947—1956: Ернфрід Мальмгрен (Швеція).

## Голландський період

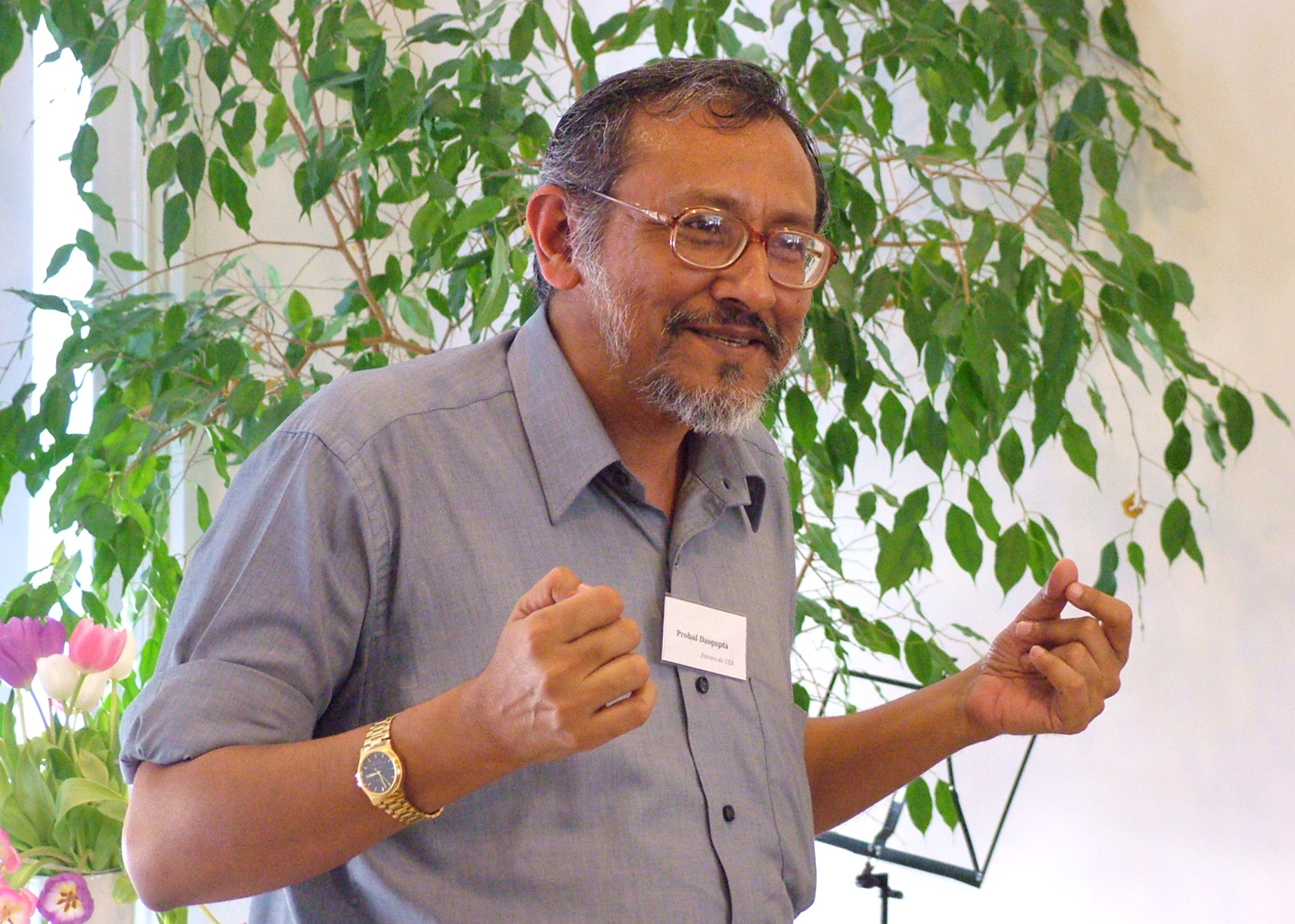
Пробал Дасгупта

- 1956—1960: Джорджо Кануто (Італія)
- 1960—1962: Гаррі Голмс, виконувач обов'язків президента (Велика Британія)
- 1962—1964: Хідео Ягі (Японія)
- 1964—1964: Гаррі Голмс, виконувач обов'язків президента (Велика Британія)
- 1964—1974: Іво Лапенна (Велика Британія)
- 1974—1980: Гемфрі Тонкін (США)
- 1980—1986: Грегорі Мартенс (Бельгія)
- 1986—1989: Гемфрі Тонкін (США)
- 1989—1995: Джон Веллс (Велика Британія)
- 1995—1998: Лі Чон Ен (Республіка Корея)
- 1998—2001: Кеппел Ендербі (Австралія)
- 2001—2007: Ренато Корсетті (Італія)
- 2007—2013: Пробал Дасгупта (Індія)
- 2013 — даний час: Марк Феттес (Канада).

## Почесні президенти

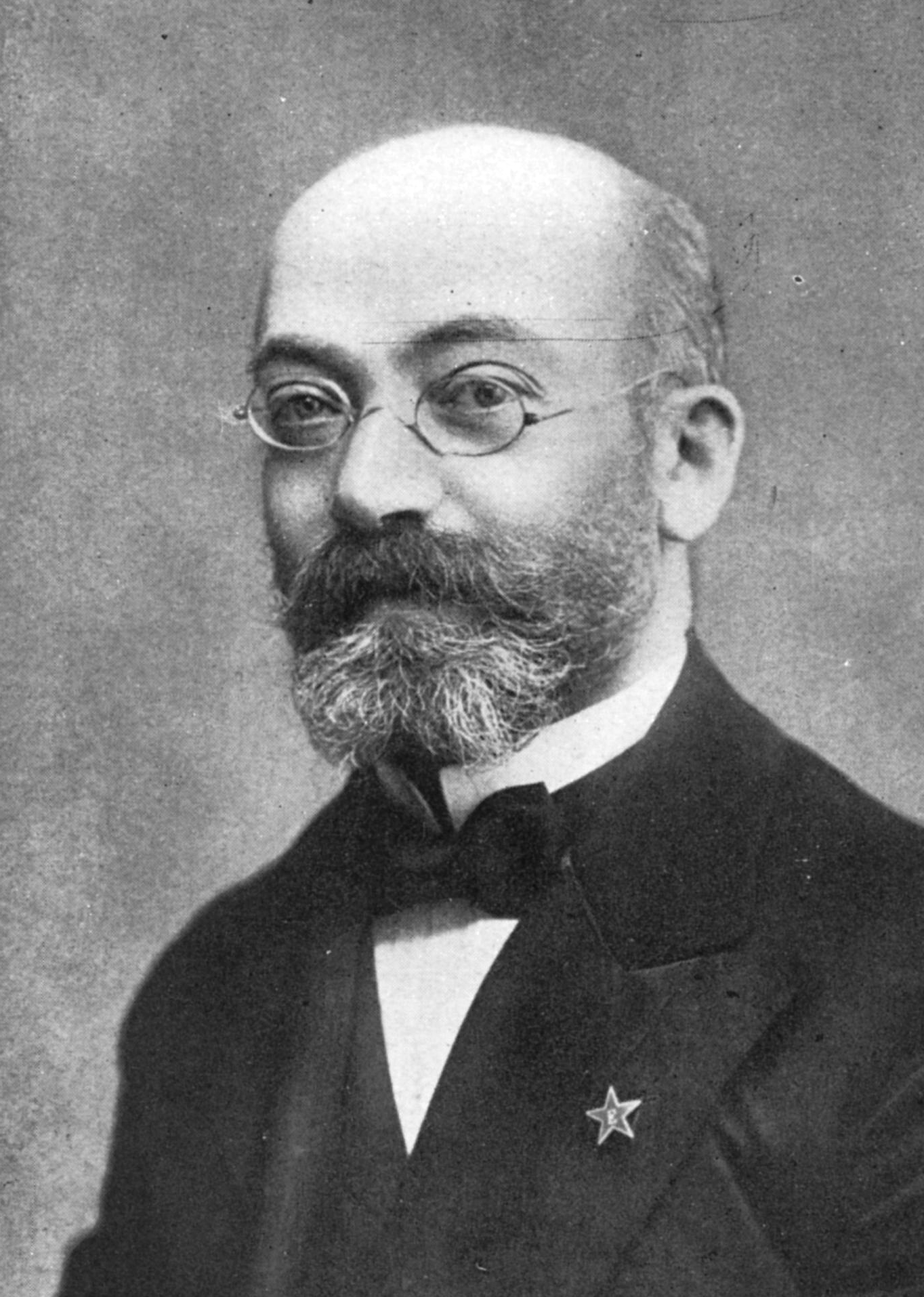
Людвік Заменгоф

Звання почесного президента Всесвітньої асоціації есперанто були удостоєні особи, які зробили великий внесок у створення і розвиток есперанто-руху в світі:
- Людвік Заменгоф, 1907—1917
- Едуард Штеттлер, 1924—1940
- Луї Бастьєн, 1947—1961
- Ганс Герман Кюрнштаєр, 1947—1968
- Едмон Пріва, 1951—1962
- Ернфрід Мальмгрен, 1962—1970
- Гаррі Голмс, 1964—1974.